# Clear Creek (Powder River)
Der Clear Creek ist ein etwa 173 km langer, linker Nebenfluss des Powder River im Norden des US-Bundesstaates Wyoming.

## Verlauf
Der Clear entsteht durch den Zusammenfluss von North Clear Creek und South Clear Creek im Bighorn National Forest in den östlichen Bighorn Mountains, etwa 15 km westlich von Buffalo auf einer Höhe von 2046 m. Von dort fließt er durch mehrere Schluchten in östliche Richtung, verlässt die Bighorn Mountains und durchfließt die Stadt Buffalo im Johnson County. Innerhalb der Stadt wird der Fluss von Interstate 25-Business, Interstate 25, U.S. Highway 16 und Interstate 90 überquert. Mit Rock Creek und Bull Creek erhält er zudem größere Zuflüsse aus den Bighorn Mountains. Hinter Buffalo mäandriert der Clear Creek durch das Johnson County in nordöstliche Richtung und erreicht das Sheridan County, wo er in Ucross von links den Piney Creek erhält. Im weiteren Verlauf durch das Powder River Basin wendet sich der Fluss nach Osten und später wieder nach Nordosten, passiert die Siedlung Clearmont und erhält mit dem Buffalo Creek von links seinen längsten Nebenfluss. Nach insgesamt 173 km mündet der Clear Creek im östlichen Sheridan County, etwa 12 km südlich der Grenze zu Montana, auf einer Höhe von 1066 m in den Powder River. Der U.S. Highway 16 bzw. der U.S. Highway 14 folgen dem Verlauf des Clear Creek auf nahezu der gesamten Strecke von der Quelle bis oberhalb der Mündung. Im unteren Flussverlauf des Clear Creek zweigen zudem einige Bewässerungskanäle ab.

## Quellflüsse
Der North Clear Creek entspringt an der Südflanke des Bomber Mountain im Hochgebirge der Bighorn Mountains auf einer Höhe von etwa 3730 m. Er fließt von dort durch einige Seen innerhalb der Cloud Peak Wilderness des Bighorn National Forest in östliche Richtung, unterquert den U.S. Highway 16 und fließt westlich des Grouse Mountain nach rund 30 km auf einer Höhe von 2046 m mit dem South Clear Creek zum Clear Creek zusammen. Das Einzugsgebiet des North Clear Creek umfasst ein Areal von etwa 88 km², der mittlere Abfluss am Pegel oberhalb der Mündung beträgt 0,39 m³/s, die größten Abflüsse finden sich in den Monaten Mai, Juni und Juli.
Der South Clear Creek entsteht in den Chill Lakes an der Südostflanke des Darton Peak im Hochgebirge der Bighorn Mountains auf einer Höhe von etwa 3145 m. Er fließt von dort durch einige Seen innerhalb der Cloud Peak Wilderness des Bighorn National Forest in östliche Richtung, unterquert den U.S. Highway 16 und wird zum Tie Hack Reservoir aufgestaut. Westlich des Grouse Mountain fließt er nach rund 23 km auf einer Höhe von 2046 m mit dem North Clear Creek zum Clear Creek zusammen. Das Einzugsgebiet des South Clear Creek umfasst ein Areal von etwa 170 km².

## Hydrologie
Der Clear Creek ist als Nebenfluss des Powder Rivers Teil des Einzugsgebietes des Yellowstone Rivers, der sich über Missouri und Mississippi in den Golf von Mexiko entwässert. Das Einzugsgebiet des Clear Creek umfasst ein Areal von etwa 3000 km² und entwässert große Teile der östlichen Bighorn Mountains. Es grenzt an die Einzugsgebiete von Crazy Woman Creek im Süden, Tensleep Creek und Paint Rock Creek im Westen sowie Big Goose Creek, Prairie Dog Creek und Hanging Woman Creek im Norden. Der mittlere Abfluss am Pegel oberhalb der Mündung beträgt 5,17 m³/s, die größten Abflüsse finden sich in den Monaten Mai und Juni.

## Galerie

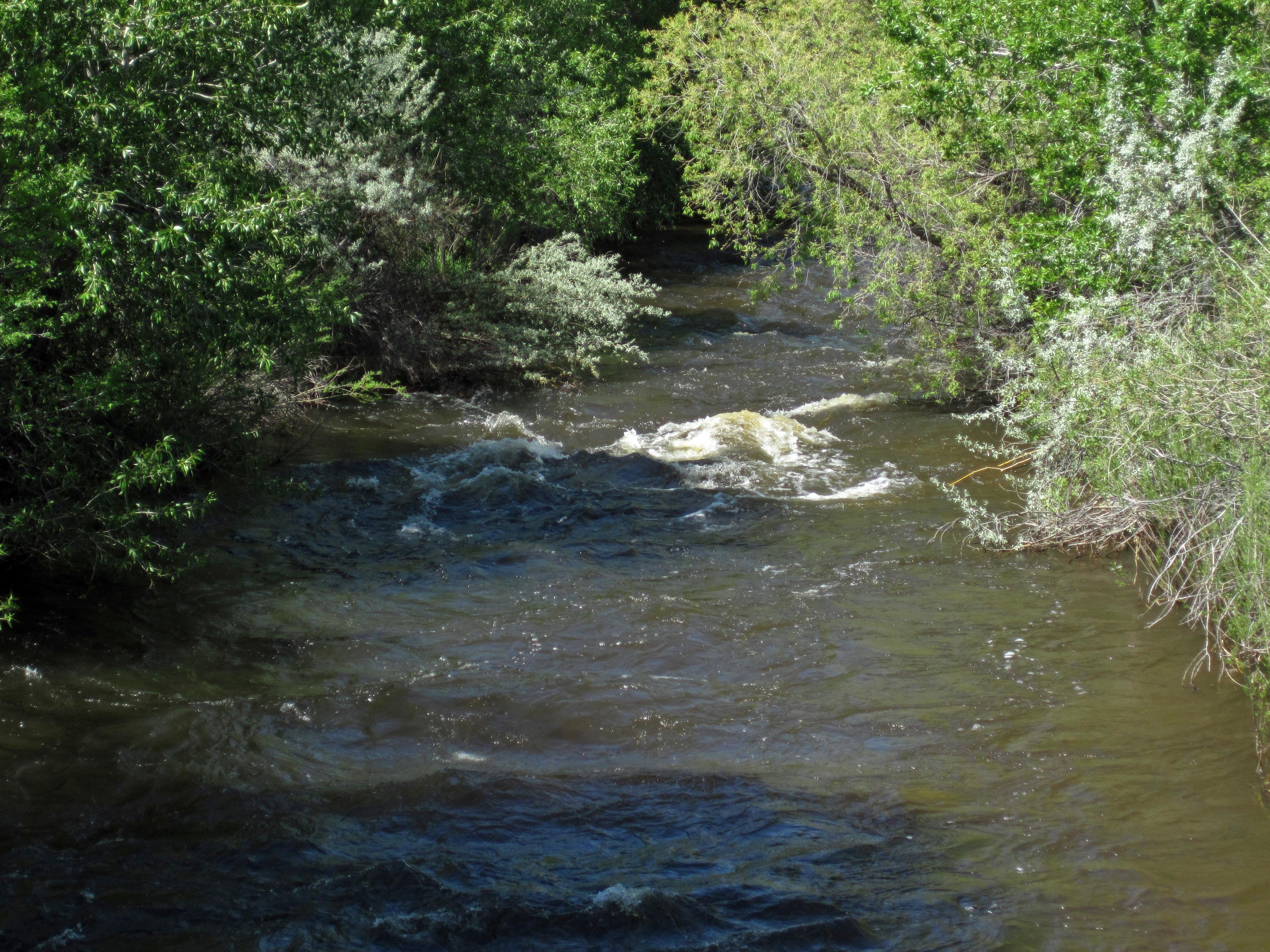
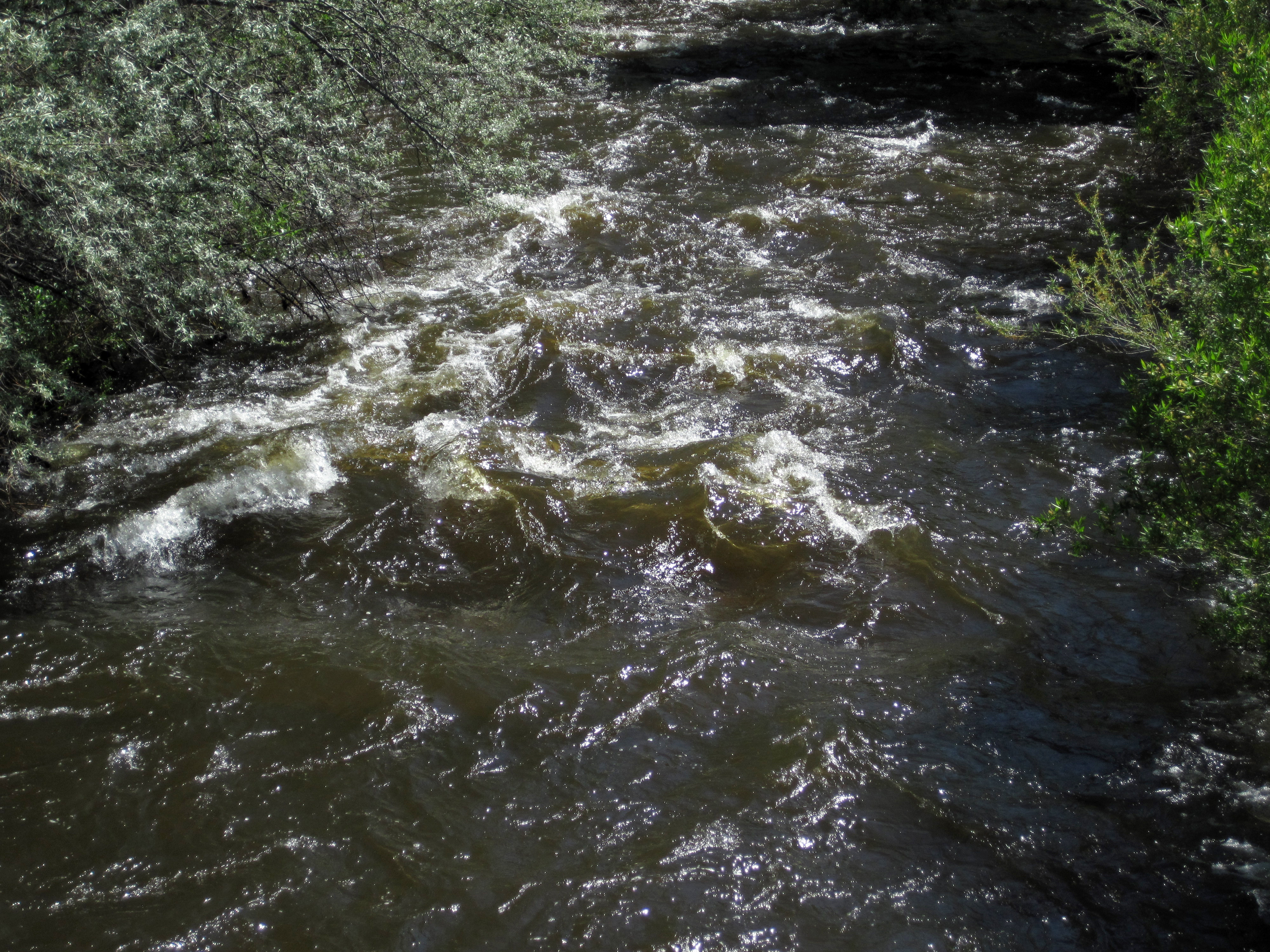

## Belege
1. 1 2 3 4 5  Clear Creek. In: Geographic Names Information System. United States Geological Survey, United States Department of the Interior (englisch).
2. ↑  USGS 06317500 NORTH FORK CLEAR CREEK NEAR BUFFALO, WY. Abgerufen am 26. September 2024.
3. ↑  USGS 06324000 CLEAR CREEK NEAR ARVADA, WY. Abgerufen am 26. September 2024.